# Československá basketbalová liga 1988-1989
La Československá basketbalová liga 1988-1989 è stata la 61ª edizione del massimo campionato cecoslovacco di pallacanestro maschile. La vittoria finale è stata ad appannaggio del Baník Prievidza.

## Risultati

### Stagione regolare
|     | Squadra          | G  | V  | P  | PF   | PS   | Pt. | Qualificazione |
| --- | ---------------- | -- | -- | -- | ---- | ---- | --- | -------------- |
| 1.  | Baník Prievidza  | 34 | 23 | 11 | 2849 | 2577 | 57  | playoff        |
| 2.  | Sparta ČKD Praga | 34 | 22 | 12 | 2935 | 2760 | 56  | playoff        |
| 3.  | Inter Bratislava | 34 | 21 | 13 | 2877 | 2712 | 55  |                |
| 4.  | Zbrojovka Brno   | 34 | 19 | 15 | 2827 | 2743 | 53  |                |
|     |                  |    |    |    |      |      |     |                |
| 5.  | Tatran Ostrava   | 36 | 22 | 14 | 3077 | 2858 | 58  |                |
| 6.  | VŠ Praga         | 36 | 21 | 15 | 3145 | 2874 | 57  |                |
| 7.  | Baník Handlová   | 36 | 20 | 16 | 2818 | 2890 | 56  |                |
| 8.  | VŠDS Žilina      | 36 | 20 | 16 | 2848 | 2862 | 56  |                |
| 9.  | Pardubice        | 36 | 18 | 18 | 2890 | 2808 | 54  |                |
| 10. | Slávia TU Košice | 36 | 12 | 24 | 2737 | 3094 | 48  |                |
| 11. | Dukla Olomouc    | 36 | 11 | 25 | 2979 | 3196 | 47  | retrocesse     |
| 12. | Lokomotiva Děčín | 36 | 3  | 33 | 2601 | 3210 | 39  | retrocesse     |

### Playoff
| Squadra 1       | Risultato | Squadra 2        |
| --------------- | --------- | ---------------- |
| Baník Prievidza | 3 - 1     | Sparta ČKD Praga |

| Československá basketbalová liga 1988-1989 |
| ------------------------------------------ |
| Baník Prievidza 1º titolo                  |

## Formazione vincitrice
| N° | Naz.                      | Ruolo | Sportivo       |  | Alt. |  |
| -- | ------------------------- | ----- | -------------- |  | ---- |  |
|    | Cecoslovacchia (bandiera) |       | Jaroslav Kraus |  |      |  |
|    | Cecoslovacchia (bandiera) |       | Uhnák          |  |      |  |
|    | Cecoslovacchia (bandiera) |       | P. Jančura     |  |      |  |
|    | Cecoslovacchia (bandiera) |       | Vargak         |  |      |  |
|    | Cecoslovacchia (bandiera) |       | Stopka         |  |      |  |
|    | Cecoslovacchia (bandiera) |       | Stopka         |  |      |  |
|    | Cecoslovacchia (bandiera) |       | Jašš           |  |      |  |
|    | Cecoslovacchia (bandiera) |       | Krivošík       |  |      |  |
|    | Cecoslovacchia (bandiera) |       | Bárta          |  |      |  |
|    | Cecoslovacchia (bandiera) |       | Knob           |  |      |  |
|    | Cecoslovacchia (bandiera) |       | Knob           |  |      |  |
|    | Cecoslovacchia (bandiera) |       | Marchyn        |  |      |  |
|    | Cecoslovacchia (bandiera) |       | Pekár          |  |      |  |
|    | Cecoslovacchia (bandiera) |       | Miškovičk      |  |      |  |
|    | Cecoslovacchia (bandiera) |       | Vass           |  |      |  |
|    | Cecoslovacchia (bandiera) |       | Kurčík         |  |      |  |
|    | Cecoslovacchia (bandiera) | All.  | Ján Hluchý     |  |      |  |

## Fonti
- Ing. Pavel Šimák: Historie československého basketbalu v číslech (1932-1985), Basketbalový svaz ÚV ČSTV, květen 1985, 174 stran
- Ing. Pavel Šimák: Historie československého basketbalu v číslech, II. část (1985-1992), Česká a slovenská basketbalová federace, březen 1993, 130 stran
- Juraj Gacík: Kronika československého a slovenského basketbalu (1919-1993), (1993-2000), vydáno 2000, 1. vyd, slovensky, BADEM, Žilina, 943 stran
- Jakub Bažant, Jiří Závozda: Nebáli se své odvahy, Československý basketbal v příbězích a faktech, 1. díl (1897-1993), 2014, Olympia, 464 stran